# Скутару (Бакау)
Скутару (рум. Scutaru) насеље је у Румунији у округу Бакау у општини Манастиреа Кашин. Oпштина се налази на надморској висини од 453 m.

## Становништво
Према подацима из 2002. године у насељу је живело 80 становника, од којих су сви румунске националности.